# 롤스 재닛

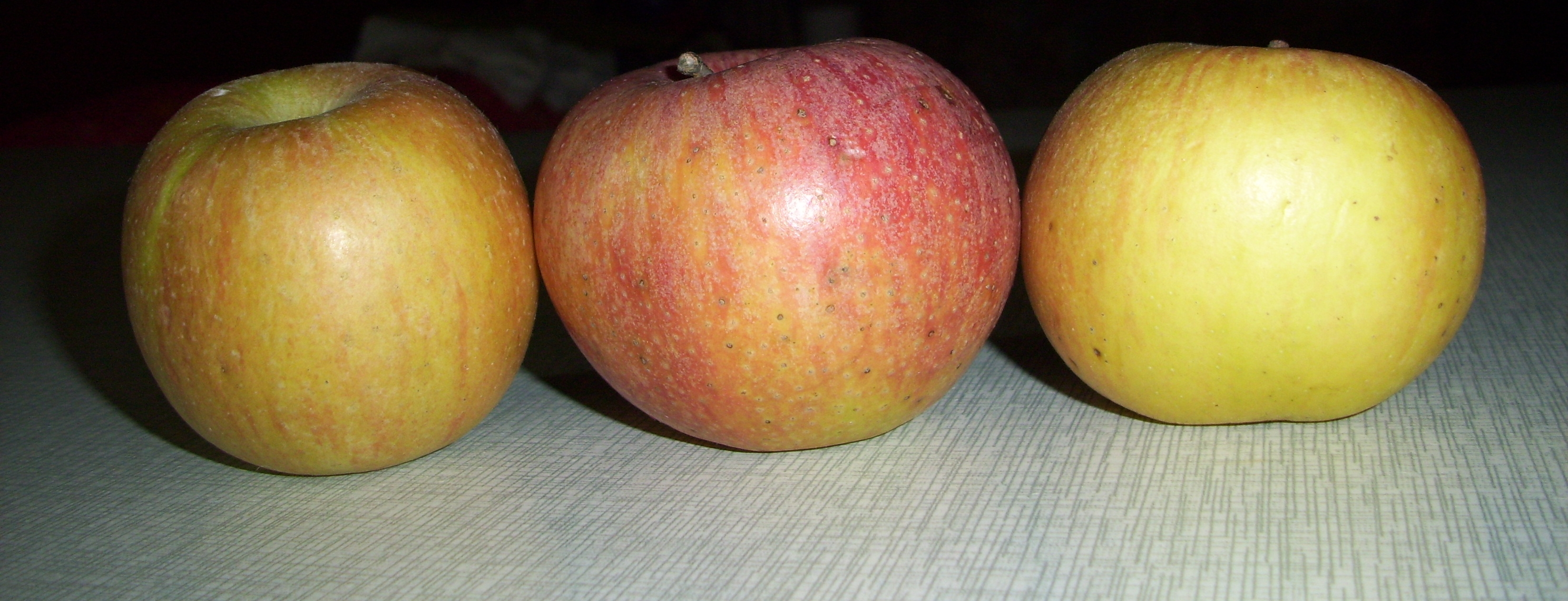

롤스 재닛(Ralls Janet)은 다른 많은 이름으로도 알려진 사과 품종이다. 이는 현대 사과 육종에 광범위하게 사용되었으며 상업적으로 중요한 여러 자손을 낳았다. 토머스 제퍼슨이 몬티셀로에서 재배했다.
이 이름은 제퍼슨에게 꺾꽂이를 준 프랑스인 에드몽샤를 주네에서 유래한 것으로 알려져 있으며, 제퍼슨은 이를 버지니아 보육사 칼렙 랠스(Caleb Ralls)에게 물려주었다. 그러나 1905년부터 여기에 인용된 이 주장은 그 후 약 100년이 지나서야 이루어졌다. 사과가 알려졌기 때문에 정확하지 않을 수도 있다.
1871년에 윌리엄 호슬리(William Howsley) 박사는 칼렙 롤스(Caleb Rawles)가 1795년에 재닛 애플이라는 품종을 도입했다고 보고했다.